# Zygmunt Górski (leśnik)
Zygmunt Górski (ur. 21 grudnia 1919 w Łoskoniu, Wielkopolska, zm. 26 listopada 2001) – polski leśnik, myśliwy, zasłużony działacz Polskiego Związku Łowieckiego.

## Życiorys
Był synem leśnika i zapalonego myśliwego. W 1939 ukończył szkołę leśną w Krotoszynie, od 16. roku życia polował, zachęcony przez ojca. Już w czasie nauki w szkole leśnej preparował trofea łowieckie oraz budował makiety urządzeń łowieckich. Po wojnie uzyskał dyplom inżyniera leśnika w Szkole Głównej Gospodarstwa Wiejskiego w Warszawie, pracował m.in. jako naczelny inżynier w Dyrekcji Lasów Państwowych w Poznaniu.
W 1946 wstąpił do Polskiego Związku Łowieckiego. Należał do grona założycieli i przez wiele lat pełnił funkcję prezesa Koła Łowieckiego nr 26 "Leśnik" w Poznaniu. W sierpniu 1951 był wykładowcą i egzaminatorem pierwszego kursu dla selekcjonerów, zorganizowanego przez poznańskie Lasy Państwowe. Od 1952 zasiadał w Wojewódzkiej Radzie Łowieckiej w Poznaniu (w latach 1956-1959 prezes, 1962-1970 zastępca łowczego wojewódzkiego), był wieloletnim przewodniczącym komisji egzaminacyjnej dla nowych członków Polskiego Związku Łowieckiego w Wielkopolsce. Pełnił też inne funkcje w związku. Razem z Hermanem Knothe organizował w sierpniu 1959 pierwszą powojenną ogólnopolską wystawę trofeów myśliwskich z okazji otwarcia Domu Łowieckiego w Poznaniu. Organizował także wiele innych wystaw trofeów w Poznaniu, Warszawie, a także mniejszych miastach. Opracowywał katalogi niemal wszystkich wystaw wielkopolskich i ogólnopolskich. Publikacje o tematyce łowieckiej ogłaszał na łamach fachowych czasopism.
Posiadał liczne odznaczenia łowieckie, m.in. "Złom", medale "Zasłużony dla Wielkopolskiego Łowiectwa" i "Za Zasługi w Rozwoju Wielkopolskiego Łowiectwa". Był również odznaczony Krzyżem Kawalerskim Orderu Odrodzenia Polski. W grudniu 1990, jako pierwszy przedstawiciel wielkopolskich myśliwych, otrzymał honorowe członkostwo Polskiego Związku Łowieckiego, nadane przez XVI Krajowy Zjazd Delegatów.